# Малахитовый зимородок
Малахи́товый зиморо́док (лат. Corythornis cristatus) — африканская птица семейства зимородковых.

## Описание
Малахитовый зимородок длиной от 13 до 14 см. Макушка синего цвета с чёрными полосами. Синий цвет макушки тянется до глаз. Спина синего цвета, горло белое, бока и брюхо оранжевые. Разные оттенки синего цвета на хохолке, макушке и спине являются неповторимым признаком вида. Клюв молодых птиц черноватый, у взрослых птиц красного цвета.

## Распространение
Малахитовый зимородок широко распространён в Африке к югу от Сахары, от Сенегала и Эфиопии до Южной Африки. Обитает во внутренних водах: на реках, озёрах и в болотистых местностях.

## Образ жизни
Малахитовый зимородок охотится, ныряя в воду за добычей. Встречается на всех типах водоёмов, а также в манграх. Он питается маленькими рыбами и крупными пресноводными личинками насекомых (стрекоз). Его призывный крик резкое, но не очень громкое «тееп-тееп».

## Фото

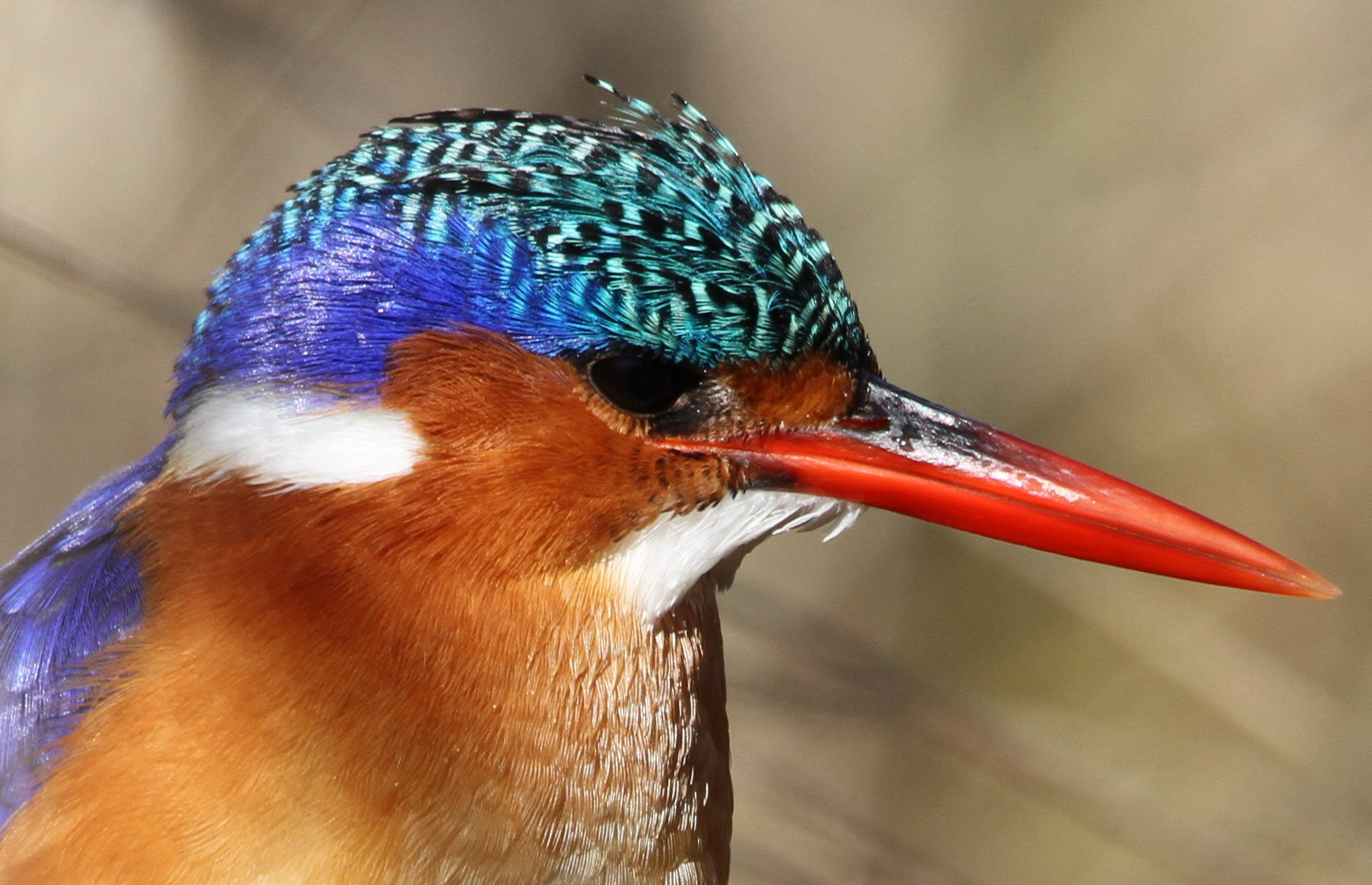
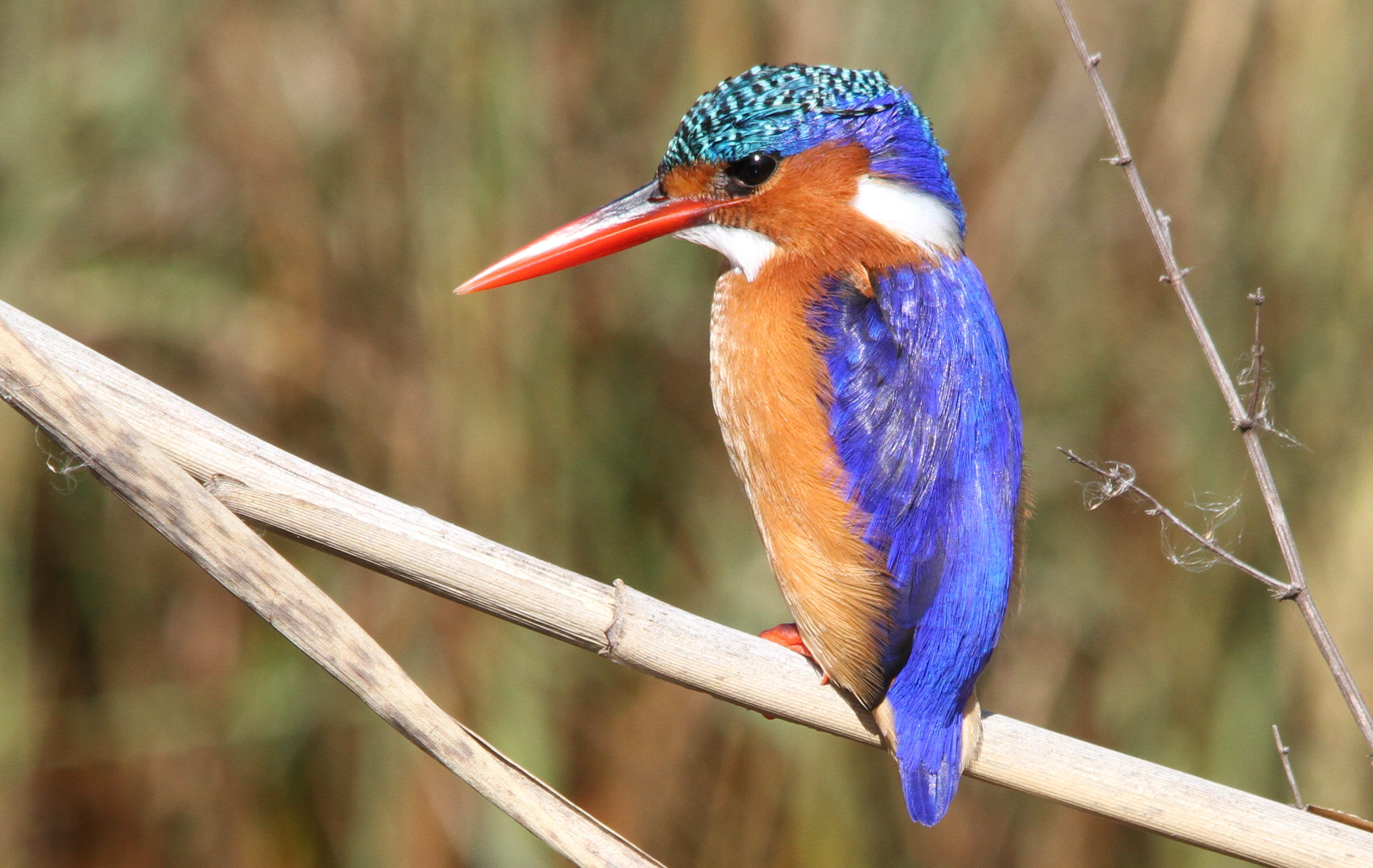
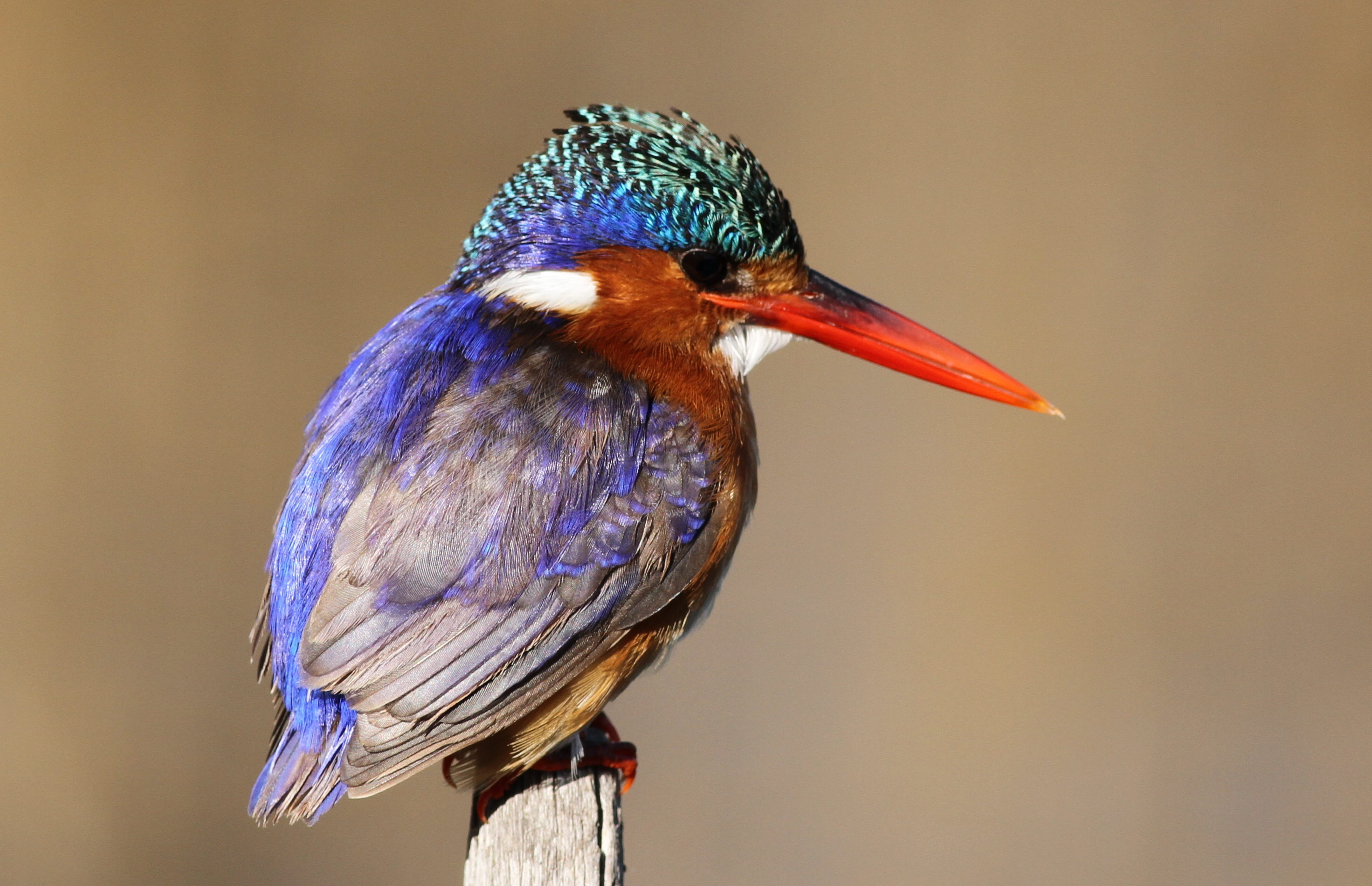
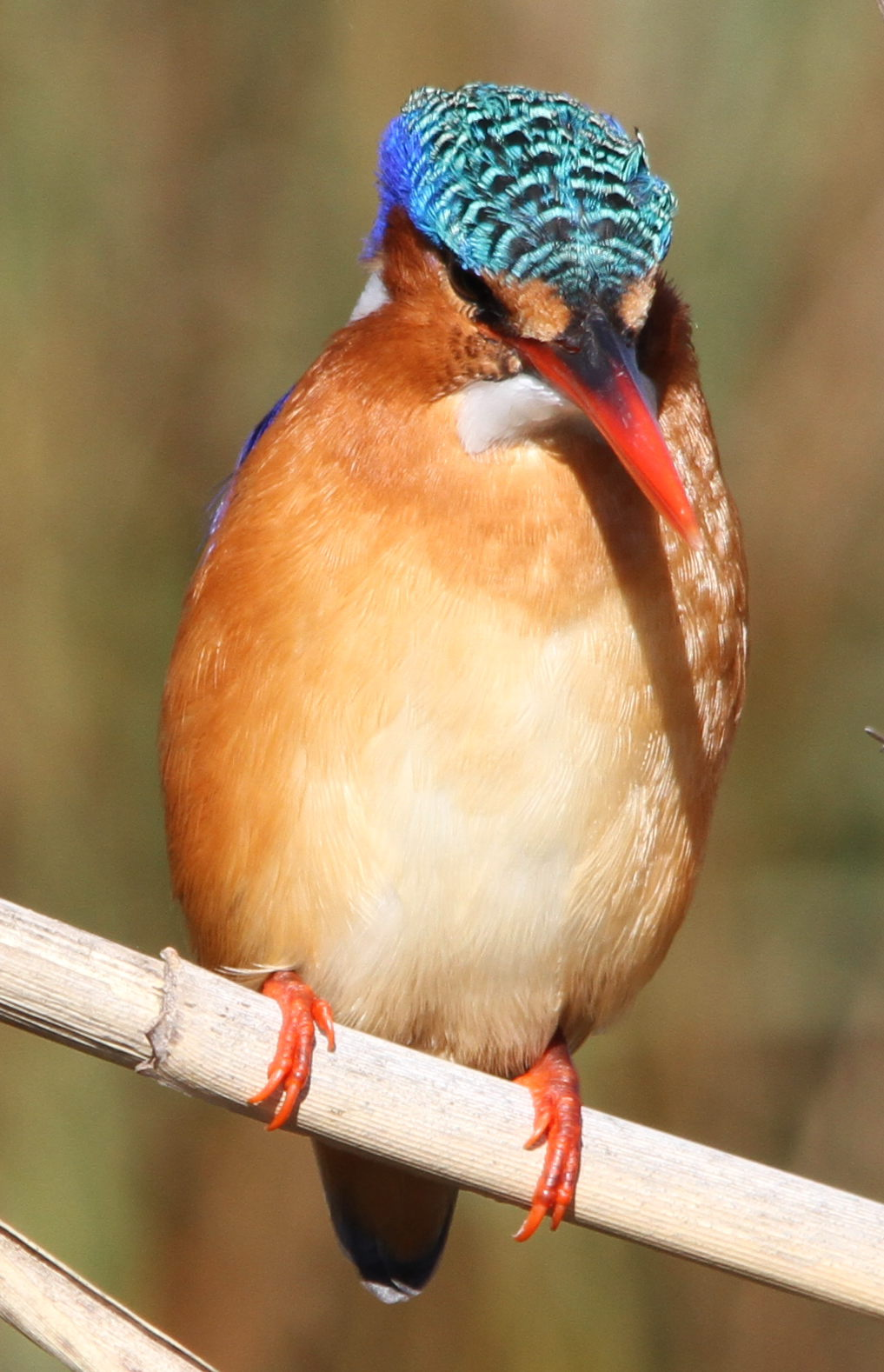
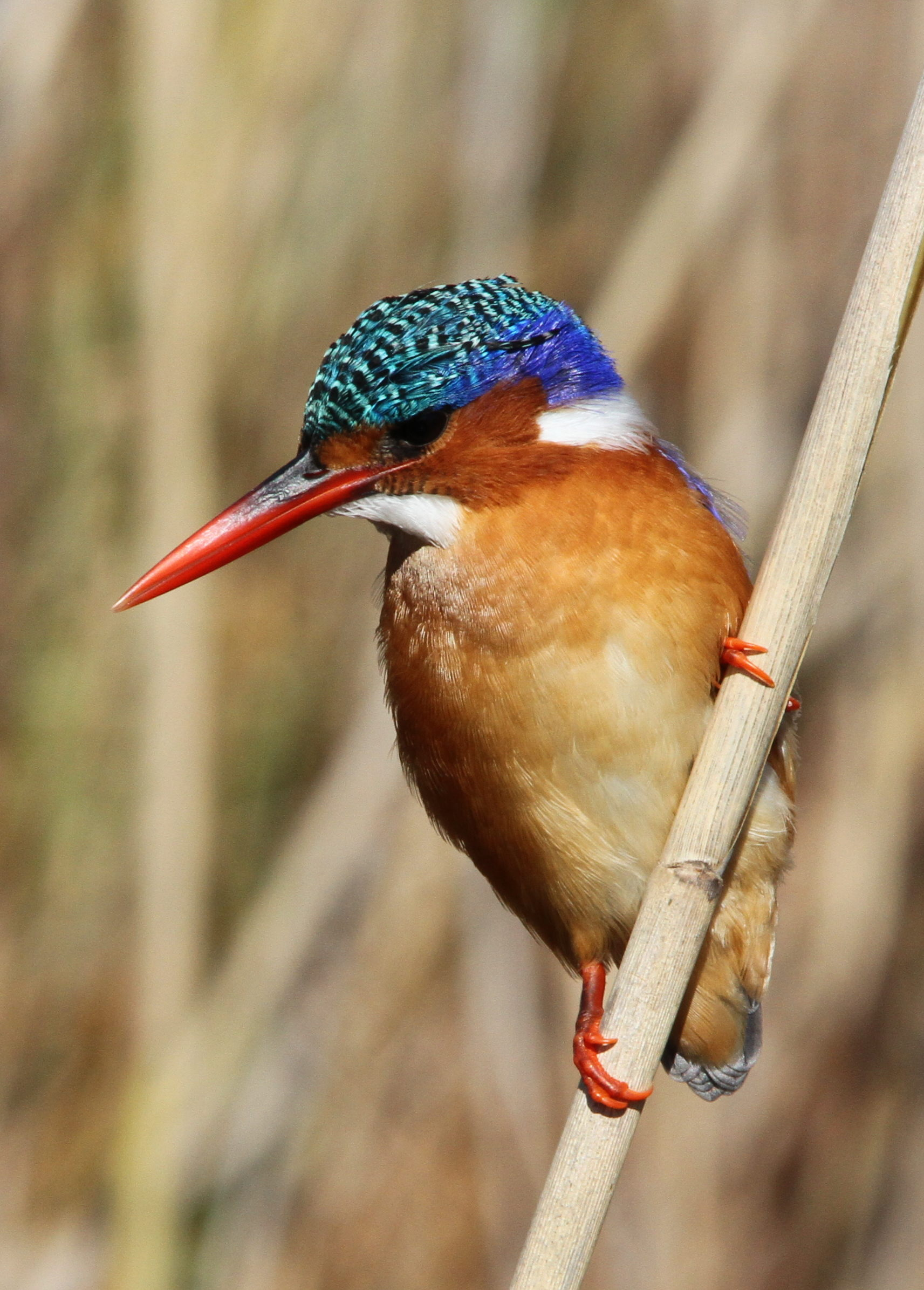
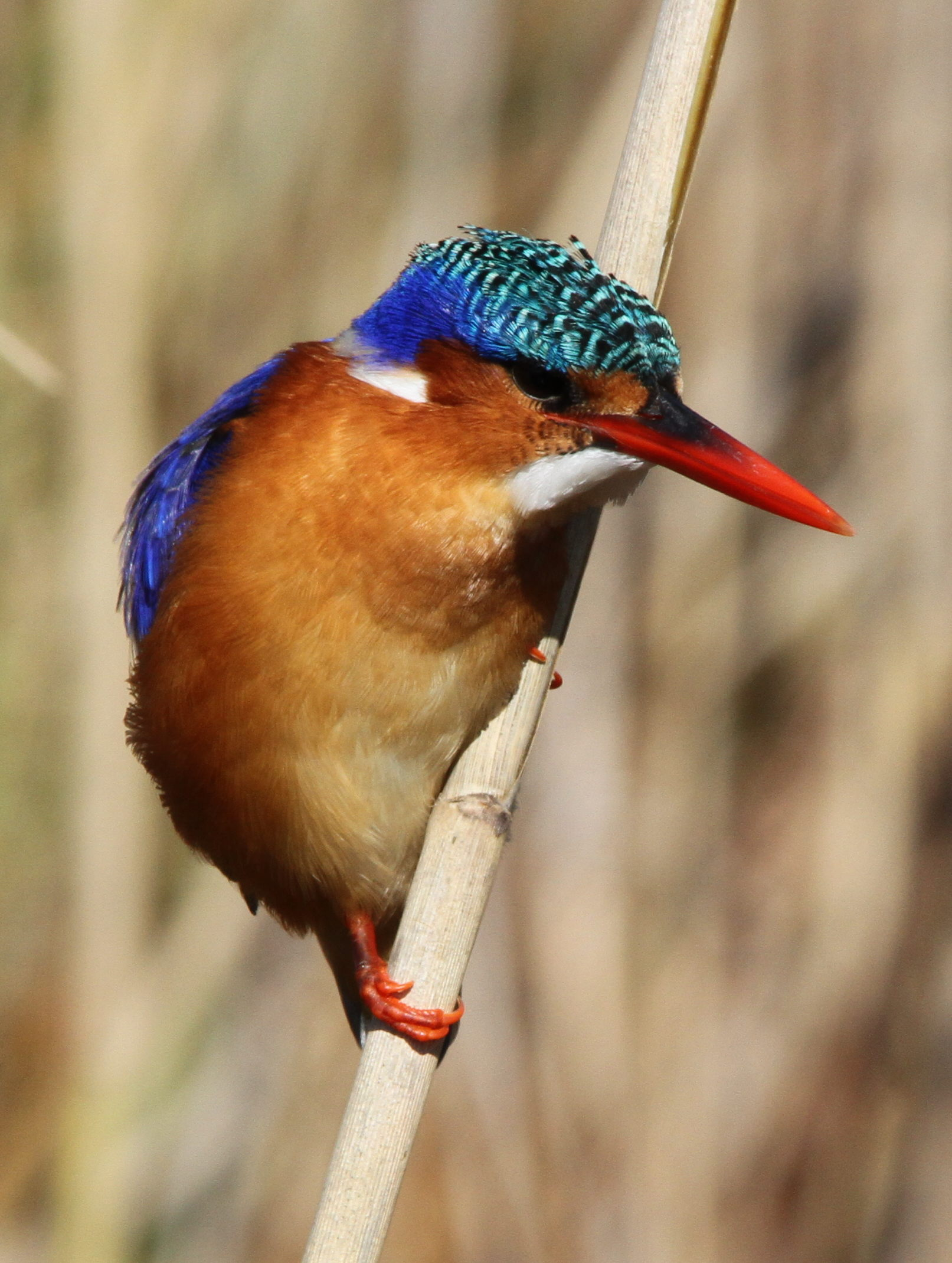
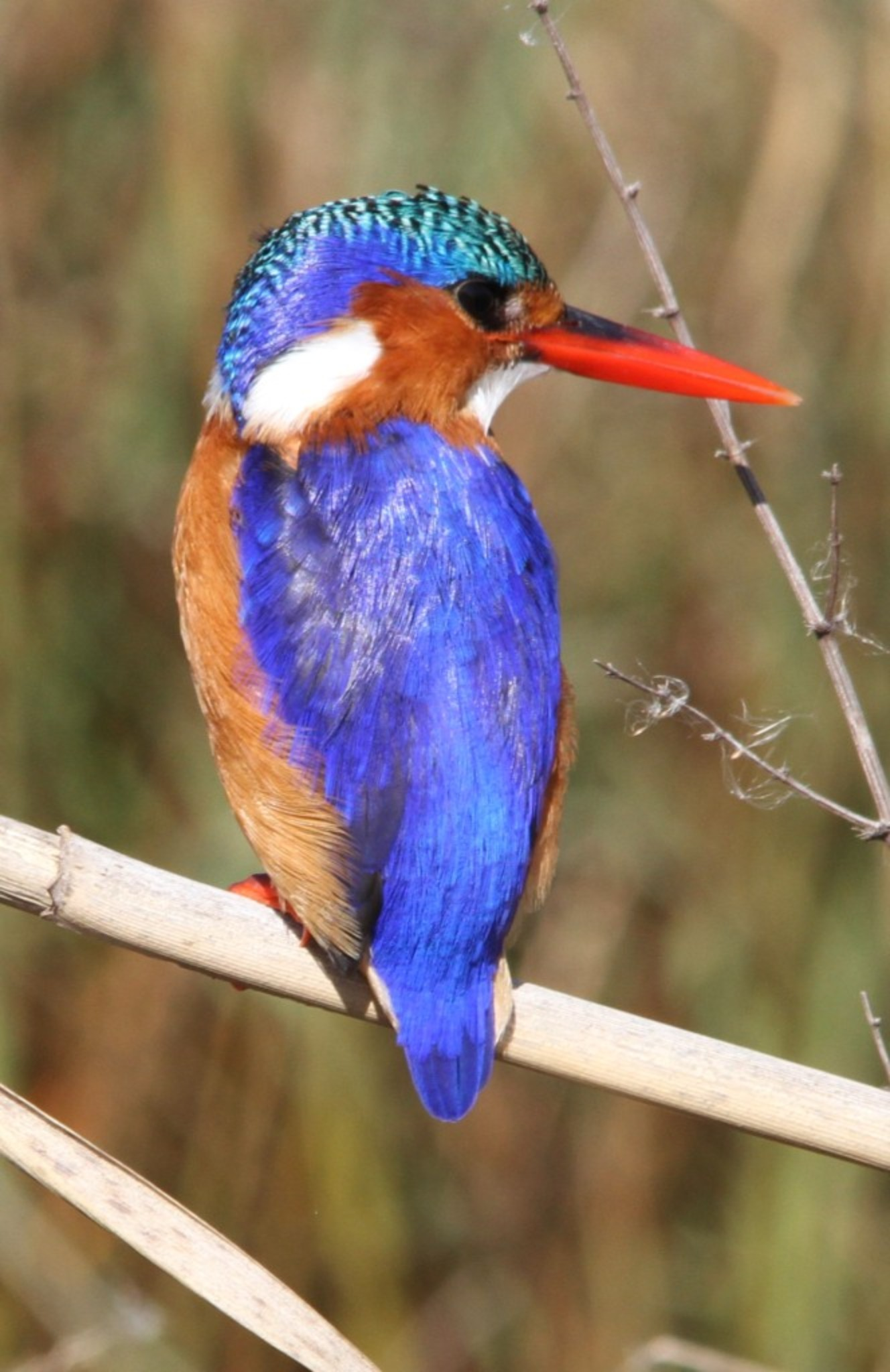
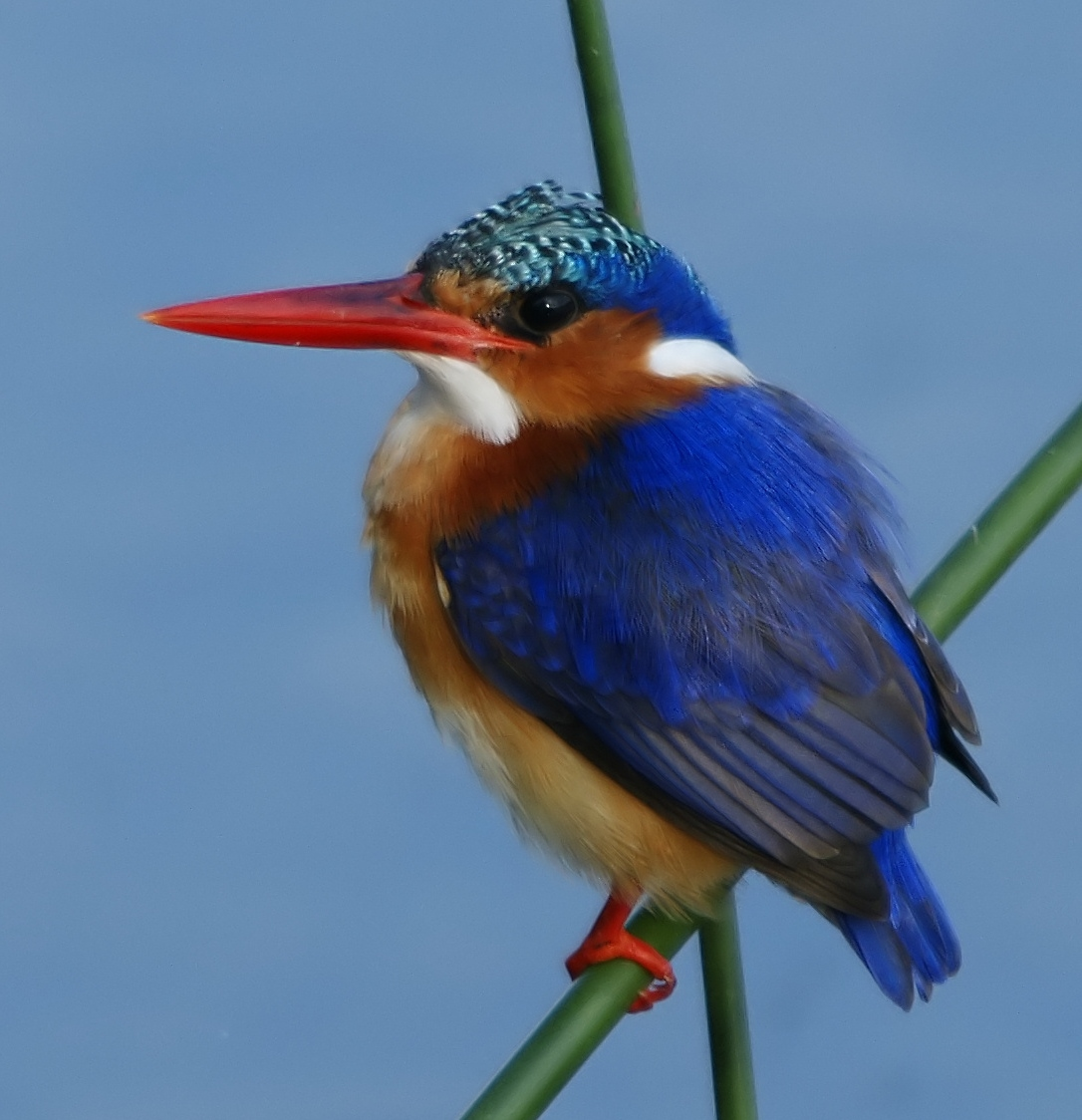